# یعقوب صنوع
یعقوب صنوع (عربی: يعقوب صنوع؛ ۱ ژانویهٔ ۱۸۳۹ – ۱ ژانویهٔ ۱۹۱۲) روزنامه‌نگار، نمایشنامه نویس و سیاستمدار یهودی اهل مصر بود.